# Origanum
Origanum este un gen de plante din familia Lamiaceae.

## Specii
- Origanum majorana L.
- Origanum onites L.
- Origanum syriacum L.
- Origanum vulgare L.